# Wilhelm Fabricius (diplomat)

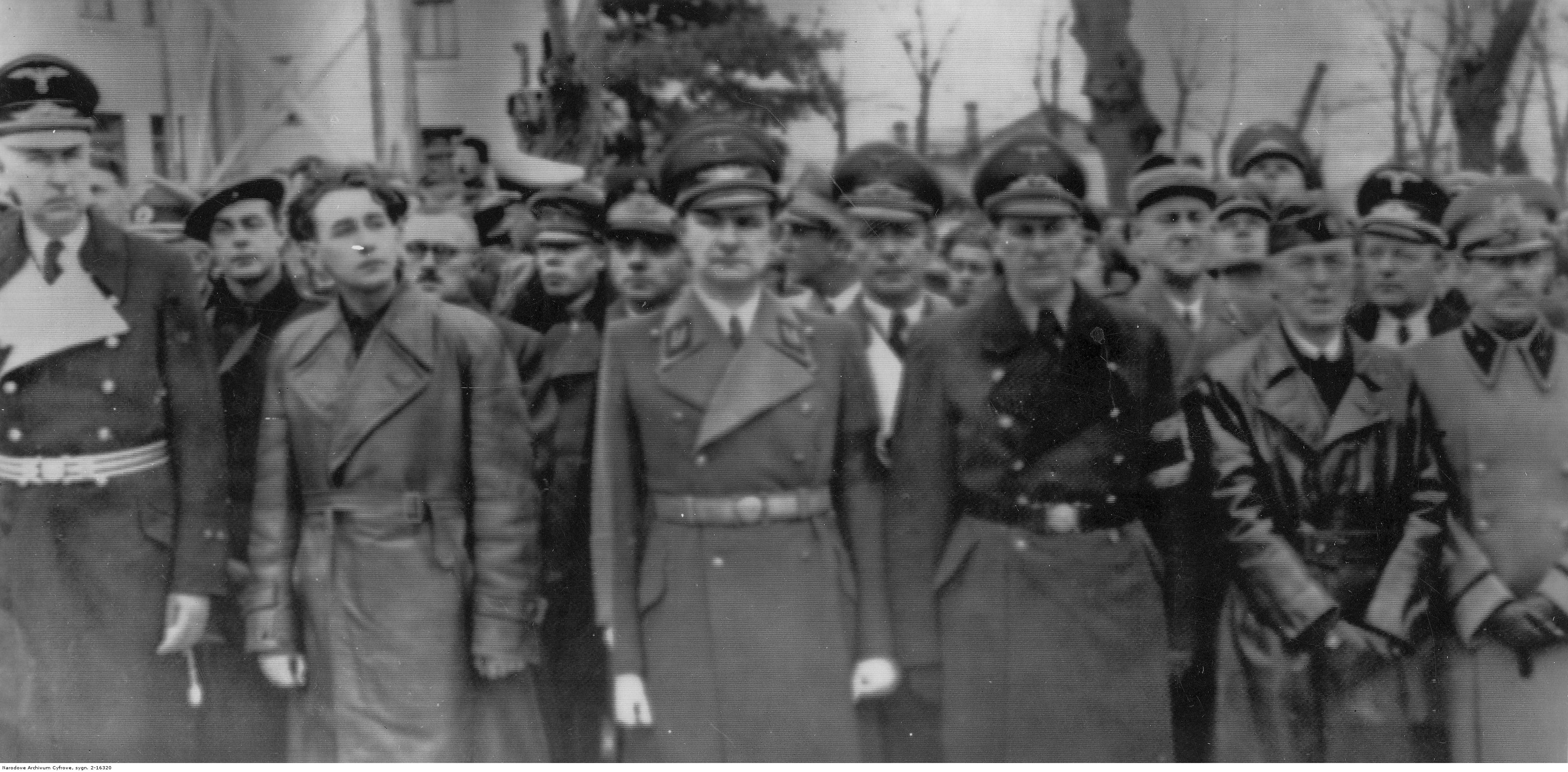
Fabricius (la stânga) la funeraliile lui Corneliu Zelea Codreanu (România, 1940).

Wilhelm August Julius Fabricius (n. 20 iunie 1882, Oppenheim – d. 9 martie 1964, Holz (Bad Wiessee)) a fost un diplomat german din perioada nazistă.

## Biografie
Era fiul lui August Fabricius, înalt funcționar din Marele Ducat Hessa, și al Emiliei, născută Tranca-Vulliemin. A urmat gimnaziul la Mainz și a studiat dreptul în perioada 1902-1905 la Freiburg im Breisgau, Berlin și Gießen. Începând din 1906 a fost angajat ca asesor în Ministerul Justiției al Marelui Ducat Hessa și a obținut în anul 1908 titlul științific de doctor în drept.
Fabricius a fost angajat în aprilie 1910 în cadrul Serviciului Diplomatic al Germaniei, ca urmare a faptului că era poliglot. Primele sale posturi au fost la Cairo (1912−1914) și la Istanbul (1914−1918), iar după sfârșitul Primului Război Mondial a devenit viceconsul la Zürich (1918−1920). S-a căsătorit în 1917 cu Martha Jenke, cu care a avut trei copii. Începând din 1921 a fost transferat la Salonic și apoi, în perioada 1925-1936, a activat ca diplomat la Istanbul și Ankara. A preluat la 23 aprilie 1936 conducerea Ambasadei Germaniei la București. La 1 aprilie 1937 a devenit membru al NSDAP. A fost direct implicat în Dictatul de la Viena din 30 august 1940, prin care Ungaria a obținut partea de nord-vest a Transilvaniei. Demiterea sa din funcția de ambasador a fost făcută la 13 decembrie 1940 fără înștiințarea sa. El a condus ambasada până la 24 ianuarie 1941 și l-a însoțit pe primul ministru român Ion Antonescu în Germania la 14 ianuarie 1941, deși înlocuitorul său, Obergruppenführer-ul SA Manfred von Killinger, se afla și el la Berghof, unde avea loc întâlnirea dintre Adolf Hitler și Antonescu.
Până la sfârșitul războiului a lucrat încă patru ani în Ministerul Afacerilor Externe de la Berlin ca emisar clasa I al Secției Comerciale pentru Europa de Sud-Est.
La Procesul marilor criminali de război de la Nürnberg a fost propus martor al apărării de către avocatul Martin Horn (apărător al ministrului de externe Joachim von Ribbentrop). El nu a fost însă chemat să depună mărturie. De asemenea, nu a avut niciun rol în Procesul Wilhelmstraße contra fostului secretar de stat Ernst von Weizsäcker și a altor șapte diplomați din Ministerul Afacerilor Externe. Nu se știe nimic despre denazificarea lui Fabricius.

## Scrieri
- Sind Verkehrshypothek und Sicherungshypothek des Bürgerlichen Gesetzbuchs "akzessorische Rechte"?, Darmstadt: G. Otto, 1908. Gießen ( Jur. Fak., Ref. Biermann, Diss. v. 27. Mai 1908.)